# Stosunki egipsko-syryjskie

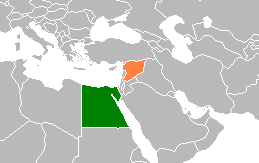
Położenie Egiptu i Syrii

Stosunki egipsko-syryjskie były w pierwszych latach po powstaniu państwa syryjskiego w 1946 dosyć bliskie, szczególnie zaś zacieśniły się po rewolucji Wolnych Oficerów w Egipcie w 1952. Egipt zaczął wówczas przewodzić blokowi państw arabskich, które nie zgodziły się na bliską współpracę z Zachodem. Wyrazem tego stało się zawarcie syryjsko-egipskiego układu o wspólnym dowództwie wojskowym z siedzibą w Damaszku w październiku 1955. Sojusz obu krajów scementował kryzys sueski, podczas którego Syria wsparła Egipt. W 1959 oba państwa utworzyły Zjednoczoną Republikę Arabską, która miała być początkiem budowania państwa panarabskiego. Unia rozpadła się jednak już po dwóch latach z powodu znaczących różnic w gospodarce obu krajów i błędnej polityki Gamala Abdel Nasera wobec syryjskich elit.
W 1963 partia Baas przeprowadziła w Syrii zamach stanu. Mimo deklarowanych przez przywódców organizacji haseł panarabskich i restytucji unii syryjsko-egipskiej do odtworzenia wspólnego państwa nie doszło. Oba kraje natomiast blisko współpracowały, widząc wspólny cel w zniszczeniu państwa izraelskiego. Wszczęta przez Egipt wojna w 1967 zakończyła się jednak ich klęską. Częściowy sukces Egipt i Syria odniosły natomiast w kolejnej wojnie z Izraelem, którą wspólnie stoczyły – wojnie Jom Kipur w 1973.
Po 1973 prezydent Egiptu Anwar as-Sadat przystąpił do procesu pokojowego z Izraelem, zakończonego podpisaniem traktatu pokojowego w 1979. Syria zajęła przeciwne stanowisko i w 1978 zerwała z Egiptem stosunki dyplomatyczne. W 1980 Syria poparła Iran w wojnie przeciwko Irakowi, co jeszcze pogorszyło jej relacje z Egiptem. Poprawiły się one w latach 90. XX wieku za sprawą starań prezydenta Egiptu Husniego Mubaraka. Poprawne relacje obydwu państw przetrwały do 2012, gdy podczas Arabskiej Wiosny rządy Husniego Mubaraka zostały obalone, a po wolnych wyborach parlamentarnych i prezydenckich władzę objęli Bracia Muzułmanie oraz ich przedstawiciel Muhammad Mursi. Po wybuchu wojny domowej w Syrii poparł on opozycję antyrządową, co doprowadziło do zerwania stosunków dyplomatycznych. Poprawne stosunki egipsko-syryjskie zostały przywrócone po zamachu stanu w Egipcie w lipcu 2013, gdy władzę w Kairze ponownie przejęli wojskowi na czele z gen. Abd al-Fattahem as-Sisim, następnie wybranym na prezydenta kraju. Egipt zadeklarował wówczas neutralne stanowisko wobec wojny w Syrii, domagając się jedynie, by granice tego kraju pozostały nienaruszone.

## 1946-1952
Syria uzyskała niepodległość w 1946. Egipt od początku żywo interesował się sytuacją w tym kraju. Kair zamierzał odgrywać rolę mocarstwa regionalnego w świecie arabskim, jednak jego pozycja zostałaby podważona, gdyby zrealizowana koncepcja Żyznego Półksiężyca lansowana przez rządzonych w Iraku Haszymitów. Zakładała ona zjednoczenie rządzonych przez tę dynastię Iraku i Jordanii, a następnie przyłączenie do tak powstałego państwa także Syrii, Libanu i Palestyny. Egipt i Syria wspólnie walczyły przeciwko nowo powstałemu Izraelowi w I wojnie izraelsko-arabskiej 1948-1949, która dla państw arabskich zakończyła się klęską. Klęska wojsk syryjskich stała się przyczyną wystąpienia wojska przeciwko cywilnemu rządowi. 30 marca 1949 władzę w kraju drogą zamachu stanu przejął płk Husni az-Za’im, w sierpniu kolejny przewrót zorganizował gen. Sami al-Hinnawi, zaś w grudniu władzę przejął gen. Adib asz-Sziszakli, którego dyktatura trwała do lutego 1954. W okresie rządów wojskowych ostatecznie upadła niepokojąca Egipt idea unii syryjsko-irackiej.

## 1952-1958
W 1952 w Egipcie doszło do rewolucji, podczas której Wolni Oficerowie obalili monarchię i ustanowili republikę. Polityka zagraniczna Egiptu zaczęła opierać się na hasłach panarabskich, z akcentami panislamskimi. Egipt sprzeciwiał się powstaniu Paktu Bagdadzkiego, gdyż prowadził on do nadmiernego wzrostu Iraku. Egipt zaczął przewodzić blokowi krajów arabskich, które nie zgodziły się na współpracę z Zachodem. Pod wrażeniem tych wydarzeń w Syrii doszło do sporu o dalszą orientację w polityce zagranicznej. Swoich zwolenników miała zarówno opcja prozachodnia, jak i proegipska (oznaczająca także współpracę z ZSRR i krajami Bloku Wschodniego). Polityków syryjskich zniechęcało jednak silne poparcie Stanów Zjednoczonych dla nieuznawanego przez Syrię Izraela. Zwyciężyła zatem orientacja proegipska, czego wyrazem stało się zawarcie syryjsko-egipskiego układu o wspólnym dowództwie wojskowym z siedzibą w Damaszku w październiku 1955. W lutym roku następnego Syria przyłączyła się do prowadzonych przez Egipt negocjacji w sprawie zakupu broni z ZSRR. W kwietniu syryjski oddział partii Baas po raz pierwszy sformułował postulat unii obu państw. Sojusz obu krajów scementował kryzys sueski, podczas którego Syria wsparła Egipt, przecinając ropociąg kierujący ropę z Iraku i Arabii Saudyjskiej nad Morze Śródziemne.

## Zjednoczona Republika Arabska

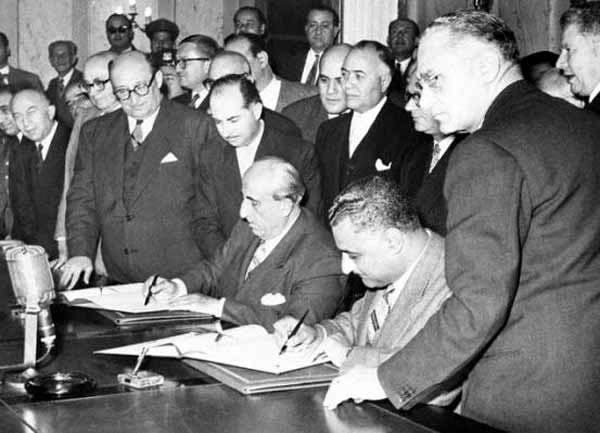
Prezydenci Egiptu i Syrii Gamal Abdel Naser i Szukri al-Kuwatli podpisują akt utworzenia Zjednoczonej Republiki Arabskiej

W 1959 Syria i Egipt zawarły unię, tworząc Zjednoczoną Republikę Arabską. O jej utworzenie znacznie bardziej zabiegali politycy syryjscy, obawiający się zarówno niepewnej sytuacji międzynarodowej kraju, jak i wzrostu poparcia dla Komunistycznej Partii Syrii. Zgodnie z oczekiwaniami strony egipskiej, a wbrew stanowisku polityków syryjskich, nowe państwo nie miało charakteru federacyjnego, lecz unitarny, ze stolicą w Kairze. 21 lutego ludność obydwu krajów w plebiscycie zaakceptowała projekt unii i zaakceptowała Nasera jako jej prezydenta. Syria i Egipt w momencie zawarcia unii znacząco różniły się pod względem politycznym i gospodarczym. Po zawarciu unii w Syrii zdelegalizowane zostały partie polityczne – jedyną organizacją tego typu miała być prorządowa Unia Narodowa kierowana przez Abdel Nasera.
We wrześniu 1958 w Prowincji Północnej wprowadzono reformę rolną opartą na analogicznym schemacie, jak kilka lat wcześniej w Egipcie. Polityka Abdel Nasera wzbudziła w Syrii znacznie niezadowolenie. 29 września 1961 w Syrii doszło do zamachu stanu przeprowadzonego przez młodych oficerów pod dowództwem ppłk. Abd al-Karima an-Nahlawiego, w wyniku którego Syria wycofała się z unii. Dzień po przewrocie wojskowi proklamowali utworzenie rządu tymczasowego pod kierownictwem Mamnuna al-Kuzbariego, w skład którego weszli przedstawiciele armii i konserwatywnych elit miejskich. Rząd w Kairze początkowo miał zamiar wystąpić przeciwko zamachowi stanu, jednak ostatecznie wycofał się z tych planów. Ludność Syrii nie protestowała przeciwko upadkowi unii. Zamach stanu był wspierany przez Jordanię i Arabię Saudyjską. Prezydent Egiptu działał przeciwko nowemu rządowi Syrii, kierując do kraju swoich agentów i prowadząc w środkach masowego przekazu antysyryjską propagandę.

## Ponowne próby zjednoczenia. Pierwsze lata rządów partii Baas w Syrii

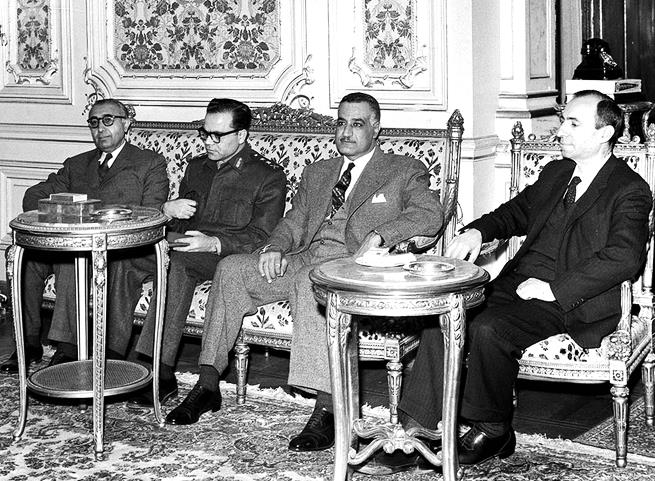
Delegaci syryjscy z prezydentem Egiptu Gamalem Abdel Naserem podczas rozmów dotyczących ponownej unii Egiptu i Syrii. Od lewej siedzą Salah ad-Din al-Bitar, Lu’ajj al-Atasi, Gamal Abdel Naser, Michel Aflak

8 marca 1963 partia Baas przeprowadziła w Syrii zamach stanu. Na czele przewrotu stali oficerowie Salah Dżadid, Muhammad Umran i Hafiz al-Asad. Przekonali oni do współpracy przy obaleniu rządu grupę oficerów nienależących do partii Baas, utożsamiających się z naseryzmem, liczących na to, że po zamachu stanu Zjednoczona Republika Arabska zostanie restytuowana. Już w ciągu pierwszych miesięcy po zdobyciu władzy wojskowi związani z partią Baas wyeliminowali naserystów ze ścisłej elity władzy. W odpowiedzi naseryści pod wodzą Dżasima Alwana próbowali zorganizować kolejny zamach stanu, który zakończył się klęską. W 1963 Syria i Egipt prowadziły rozmowy w sprawie przywrócenia unii, do której miał dołączyć także Irak, jednak w tej sprawie wydano jedynie deklaracje.
Zarówno Egipt, jak i Syria dążyły w latach 60. XX wieku do rozbudowy sił zbrojnych tak, by móc rozpocząć i wygrać wojnę z Izraelem. Napięcia narastały między Izraelem i Syrią. Źródłem sporów stało się pozyskiwanie przez Izrael wody z Jordanu na potrzeby projektów irygacyjnych. Ataków na Izrael stale dopuszczali się palestyńscy partyzanci, wspierani przed baasistowski rząd zwłaszcza po zamachu stanu, którego w 1966 dokonało radykalne skrzydło partii Baas. W listopadzie 1966 Syria zawarła z Egiptem porozumienie o współpracy wojskowej w razie ataku na jedno z państw. W maju 1967 szef sztabu armii izraelskiej Icchak Rabin domagał się odwetowego uderzenia na Syrię, które objęłoby m.in. okupację Damaszku i obalenie rządów partii Baas.
22 maja 1967 prezydent Egiptu Gamal Abdel Naser ogłosił zablokowanie cieśniny Tiran, wiedząc, że Izrael uzna tę decyzję za równoznaczną z wypowiedzeniem wojny. 25 maja prezydent Egiptu oznajmił, że problemem Egiptu jest trwałe zniszczenie państwa izraelskiego, zaś trzy dni później zażądał, by Izrael zrzekł się portu Ejlat. 30 maja podpisał układ sojuszniczy z Egiptem zawarła Jordania, wsparcie w wojnie zadeklarował także Irak. Tajny projekt wspólnego ataku krajów arabskich na Izrael Naser podpisał w kwaterze głównej w nocy z 1 na 2 czerwca 1967. Egipski przywódca zakładał sprowokowanie Izraela do pierwszego uderzenia, a następnie przeprowadzenie zwycięskiej ofensywy. Wbrew tym założeniom, wojna zakończyła się zwycięstwem Izraela. Rezultatem wojny w polityce wewnętrznej Syrii był zamach stanu w Syrii, po którym władzę autorytarną w kraju objął Hafiz al-Asad.

## 1970–1979

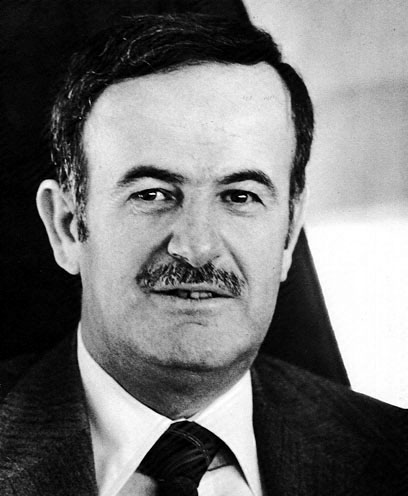
Hafiz al-Asad jako prezydent Syrii zabiegał o dobre stosunki z Egiptem, by oba kraje mogły wspólnie pokonać Izrael

Hafiz al-Asad jako prezydent Syrii kontynuował współpracę z Egiptem, gdyż oba kraje dążyły do kolejnej wojny z Izraelem i rewanżu za klęskę z 1967. Już kilkanaście dni po przejęciu władzy skontaktował się z  egipskim prezydentem Anwarem as-Sadatem i zadeklarował, że Syria jest gotowa przystąpić do federacyjnego państwa egipsko-libijsko-sudańskiego. Ponownie jednak plany unii syryjsko-egipskiej pozostały niezrealizowane. Między 21 a 23 sierpnia 1973 miało miejsce tajne wspólne posiedzenie najwyższych dowódców egipskich i syryjskich, zaś 12 września tego samego roku Hafiz al-Asad i Anwar as-Sadat ustalili datę ataku na 12 września. Zgodzili się również, że celem ataku ma być nie zniszczenie armii izraelskiej, a zadanie jej strat na tyle poważnych, by Izrael musiał zgodzić się na zwrot ziem zajętych w 1967. Zarówno Egipcjanie, jak i Syryjczycy mieli zająć wyłącznie utracone podczas wojny sześciodniowej ziemie, a następnie ich bronić. Syria i Egipt zaatakowały Izrael 6 października 1973.
Syria i Egipt odniosły znaczące sukcesy wojskowe w początkowej fazie wojny, jednak uległy izraelskim kontratakom. Syria straciła 3100 zabitych i 6 tys. rannych, nie zdołała utrzymać zajętych w pierwszym etapie konfliktu terenów na wzgórzach Golan. Postawa armii syryjskiej była o wiele lepsza niż podczas wojny sześciodniowej. Wynik wojny przedstawiono w syryjskiej propagandzie państwowej jako wielkie, bezwzględne zwycięstwo. W odróżnieniu od prezydenta Egiptu Hafiz al-Asad kontynuował konflikt z Izraelem. Syryjska artyleria i snajperzy regularnie ostrzeliwali izraelskie posterunku na Wzgórzach Golan. Hafiz al-Asad uważał, że winnym ostatecznego wyniku wojny był przede wszystkim Anwar as-Sadat, zwolennik strategii walki z Izraelem na dwóch frontach. As-Sadat z kolei uważał, że przyczyną niepowodzenia była postawa armii syryjskiej i jej klęska na Wzgórzach Golan. Mimo różnic zdań Hafiz al-Asad chciał kontynuować współpracę z Egiptem, to jednak okazało się niemożliwe, gdyż Anwar as-Sadat zgodził się przystąpić do procesu pokojowego z Izraelem. Dobre relacje obydwu państw załamały się w 1977. Syria potępiła następnie porozumienie z Camp David. Hafiz al-Asad zorganizował w Damaszku zjazd przywódców arabskich, którzy stanowczo skrytykowali politykę Anwara as-Sadata. Kiedy Egipt i Izrael podpisały traktat pokojowy, Damaszek był wśród państw, które na szczycie Ligi Państw Arabskich w Bagdadzie w 1979 zaproponowały, a następnie przegłosowały nałożenie sankcji gospodarczych na Kair. Rok wcześniej Syria zerwała stosunki dyplomatyczne z Egiptem.

## Po zawarciu traktatu izraelsko-egipskiego

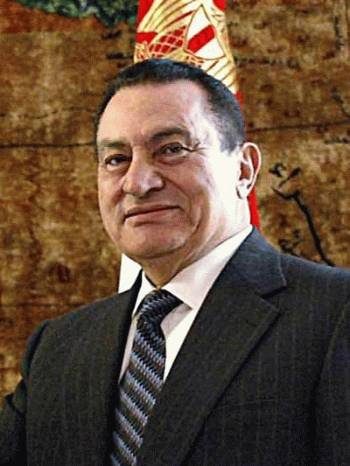
Do poprawy stosunków egipsko-syryjskich doszło za sprawą starań prezydenta Egiptu Husniego Mubaraka

Zawarcie przez Egipt pokoju z Izraelem, a w konsekwencji naprawa relacji egipsko-amerykańskich oznaczało, że Egipt i Syria na trwałe znalazły się w przeciwnych obozach zimnowojennego konfliktu. W 1980 Syria poparła Iran w wojnie z Irakiem; Teheran stał się drugim, obok Moskwy, kluczowym sojusznikiem Damaszku. Wywołało to izolację Syrii w świecie arabskim; pozostałe kraje arabskie popierały Irak. Sytuacja ta zmieniła się podczas wojny w Zatoce Perskiej, gdy Syria, tak samo jak Egipt, poparła operację Pustynna Burza.
Syria i Egipt ponownie nawiązały stosunki dyplomatyczne w 1989. Rok później z inicjatywy prezydenta Egiptu Husniego Mubaraka relacje obu państw poprawiły się. Husni Mubarak złożył oficjalną wizytę w Damaszku, a następnie przyjmował Hafiza al-Asada w Kairze. Prezydent Egiptu dążył do tego, by Syria i Izrael podjęły negocjacje pokojowe oraz by wzięli w nich udział również Palestyńczycy. W przypadku niepowodzenia tych zamierzeń planował stanowczo przeciwstawić się polityce izraelskiej wobec sąsiadów. Do tego ostatecznie doszło – w 1996 Egipt przyłączył się do surowej krytyki Izraela podjętej przez Syrię. Od roku następnego prezydenci Egiptu i Syrii regularnie się spotykali; zacieśnienie kontaktów z Syrią miało potwierdzić pozycję Egiptu jako lidera państw arabskich. W lutym 1998 oba państwa wspólnie skrytykowały ataki lotnicze na Irak, przeprowadzone przez USA i Wielką Brytanię bez zgody Rady Bezpieczeństwa ONZ, uzasadniane łamaniem przez rząd Saddama Husajna nałożonych nań sankcji.
W maju 2000 w Palmyrze spotkali się ministrowie spraw zagranicznych Syrii, Egiptu i Arabii Saudyjskiej, zaś przedmiotem rozmów była reakcja państw arabskich na sojusz izraelsko-amerykański. Zarówno Kair, jak i Ar-Rijad zobowiązały się udzielić Syrii pomocy wojskowej w przypadku agresji izraelskiej. Husni Mubarak doprowadził również do spotkania Hafiza al-Asada z prezydentem Stanów Zjednoczonych Billem Clintonem i premierem Izraela Ehudem Barakiem. Spotkanie to nie przyniosło jednak porozumienia syryjsko-izraelskiego, obie strony pozostawały na dotychczasowych stanowiskach w sprawie warunków pokoju i przebiegu granicy. Dalszy rozwój kontaktów syryjsko-egipskich w tym duchu zahamowała śmierć Hafiza al-Asada 10 czerwca 2000. Nowym prezydentem Syrii i sekretarzem generalnym syryjskiej partii Baas został jego syn Baszszar.

## Za rządów Baszszara al-Asada. Arabska wiosna i wojna domowa w Syrii
Obalenie rządów Husniego Mubaraka w Egipcie podczas rewolucji w styczniu-lutym 2011 przyjęto w Syrii z pewną satysfakcją. Interpretowano je jako wyraz powszechnego niezadowolenia społeczeństwa wobec wysługiwania się przez władze zachodnim mocarstwom. Mubaraka (podobnie jak obalonych prezydentów Tunezji i Jemenu) porównywano z egipskim królem Farukiem oraz szachem Iranu Mohammadem Rezą Pahlawim.
Prezydent Egiptu Muhammad Mursi, zaprzysiężony na urząd 30 czerwca 2012, popierał opozycję przeciwko Baszszarowi al-Asadowi podczas protestów, a następnie wojny domowej w Syrii i twierdził, że stracił on legitymację jako prezydent Syrii. Wypowiedzi te doprowadziły do poważnego pogorszenia się relacji obu państw. Mursi był przeciwnikiem zagranicznej interwencji w Syrii i przyjmował w Egipcie uchodźców z Syrii (nawet 120 tys. osób na początku r. 2013). Egipt zerwał z Syrią stosunki dyplomatyczne.
Pozycję Egiptu względem wydarzeń w Syrii zmienił zamach stanu w Kairze, po którym Mursi został obalony, a na czele państwa ponownie stanęło wojsko. Nowy prezydent Egiptu Abd al-Fattah as-Sisi stwierdził, że Egipt nie popiera ani opozycji, ani rządu syryjskiego, pragnie jedynie utrzymać integralność Syrii w jej dotychczasowych granicach. Celem nowych władz Egiptu było poprawienie relacji ze wszystkimi kluczowymi państwami w regionie. W 2015 Egipt poparł interwencję rosyjską w wojnie domowej w Syrii. Jest również członkiem koalicji przeciwko Państwu Islamskiemu.